# 권혁수 (성우)
권혁수(權赫洙, 1954년 10월 19일 ~ )는 대한민국의 성우로, 1972년부터 연극 배우로 활동했다가, 1976년에는 문화방송 성우극회 공채 7기로 입사했다.

## 주요 작품

### 성우 활동

#### 영화
- 《베토벤》(MBC) - 조지 뉴튼 (찰스 그로딘)
- 《블레이드 러너》(MBC) - 로이 베티 (루트거 하우어)
- 《라이언 일병 구하기》 (MBC) - 밀러 대위 (톰 행크스) 역
- 《라이징 선》 (MBC) - 웹 스미스 (웨슬리 스나이프스) 역
- 《로보캅 2》 (MBC) - 존스 (로니 콕스)
- 《로보캅 3》 (MBC) - 존슨 (펠턴 페리) 역
- 《록시》 (MBC) - 덴튼 (제프 대니얼스) 역
- 《러시 아워》 (MBC) - 리 (성룡) 역
- 《레지전트 이블 2》 (SBS) - 애시포드 (재러드 해리스)
- 《사운더》 (EBS) - 아빠 (캘럼 럼블리) 역
- 《썬더하트》 (MBC) - 레이 (발 킬머) 역
- 《에디 머피의 골든 차일드》 (MBC)
- 《에어 콘트롤》 (MBC)
- 《잔 다르크》 (MBC, SBS) - 콘시언스 (더스틴 호프먼) (MBC판) / 뒤누아 (체키 카리오) (SBS판) 역
- 《투 다이 포》 (MBC) - 래리 (맷 딜런) 역
- 《포레스트 검프》 (MBC) - 포레스트 검프 (톰 행크스) 역
- 《필링 미네소타》 (MBC) - 샘 (빈센트 도노프리오) 역
- 《크루서블》 (MBC) - 호손 판사 (로버트 브률러) 역
- 《리틀 빅 히어로》 (MBC) - 콩클린 (크리스천 클레먼슨) 역
- 《할로윈 H20》 (MBC) - 윌 (애덤 아킨) 역
- 《레이더스》 (MBC) - 마커스 (더넘 엘리엇) 역
- 《이벤트 호라이즌》 (MBC) - 위어 (샘 닐) 역
- 《롱키스 굿나잇》 (MBC) - 헬 (톰 아만데스) 역
- 《코드명J》 (MBC) - 타카하시 (기타노 다케시) 역
- 《원 나잇 스탠드》 (MBC) - 맥스 (웨슬리 스나이프스) 역
- 《영 건2》 (MBC) - 닥 (키퍼 서덜랜드) 역
- 《탱크걸》 (MBC) - 디티 (레지 E. 캐시) 역
- 《해커즈》 (MBC) - 리처드 길 (웬델 피어스) 역
- 《불멸의 연인》 (MBC) - 캐스퍼 (크리스토퍼 풀퍼드) 역
- 《스타트렉6》 (MBC) - 체코프 (월터 코닉) 역
- 《투 다이 포》 (MBC) - 래리 (맷 딜런) 역
- 《K2》 (MBC)
- 《종착역》 (MBC)
- 《아이언 이글》 (SBS) - 아빠 (팀 토머슨) 역
- 《미키 루크의 추적자》 (MBC) - 유스티스 (더모트 멀로니) 역
- 《다이하드》 (SBS) - 마르코 (로렌조 커시아런자) / 공항 남자 (로버트 레서) / 경찰 (맷 랜더스)
- 《스피드》 (SBS) - 맥마혼 (조 모턴)
- 《케이 팩스》 (SBS) - 마크 (제프 브리지스)
- 《피스메이커》 (SBS) - 마크(홀트 매캘러니)
- 《스트리트 나이트》 (SBS) - 잭(마르코 로드리게즈)
- 《사랑할 때 버려야 할 아까운 것들》 (SBS) - 리오(존 파브로)
- 《레이디 킬러》 (MBC) - 도어 교수(톰 행크스)
- 《더 록》 (MBC) - 험멜 장군(에드 해리스)
- 《더블 크라임》 (MBC) - 바비(제이 브라즈외)
- 《방세옥 2》 (SBS) - 진가락(정소추)
- 《인디아나 존스: 최후의 성전》 (MBC) - 마커스 브로디(덴홈 엘리엇)
- 《아이큐》 (MBC) - 제임스(스티븐 프라이)
- 《젠 엑스 캅》 (SBS) - 진반장(증지위) / 공룡(임가동)
- 《룩 앳 미》 (SBS) - 피에르(로랑 그레빌) / 합창 단원(로랑 버리)
- 《당신이 잠든 사이에》 (MBC) - 죠(마이클 리스폴리)
- 《파워 오브 원》 (MBC) - 브래틴 총경(브라이언 오쇼네시)
- 《아일랜드》 (SBS) - 간두 트리 에코(브라이언 스테파넥) / 외과의사(랜디 오글레스비) / 술집 남자(돈 마이클 폴)
- 《007 네버 다이》 (MBC) - 카우프만 박사(빈센트 쉬아벨리) / 국방부 장관(줄리언 펠로스) / 러시아군 장성(테렌스 리그비)
- 《애프터 썬셋》 (MBC) - 코왈스키(렉스 린) / 론(제프 갈린) / 스텐의 동료(마크 모지스)
- 《미션 임파서블》 (MBC) - 키트리지(헨리 처니)
- 《비틀쥬스》 (MBC) - 아담(알렉 볼드윈)
- 《내 이름은 브루스 2》 (SBS) - 맥클린(리 홈즈) / 클럽 남성(빅터 브록) / 심판(존 길레스피)
- 《언제나 마음은 태양》 (MBC) - 덴험(크리스찬 로버츠)
- 《007 유어 아이스 온리》 (MBC) - 빌 태너(제임스 빌리어스)
- 《크미치스》 (MBC) - 병사(지그문트 케스토비츠)
- 《중안조》 (MBC) - 과장(단위륜) / 오국화(종발)
- 《리썰 웨폰》 (MBC) - 멘데즈(에드 오로스)
- 《블랙 위도우》 - 드레이코프(레이 윈스턴)
- 《팜프파탈》 (SBS) - 왓츠(피터 코요테)
- 《마이 걸》 (MBC)
- 《철도원》 (MBC) - 사토 오토마츠(타카쿠라 켄)
- 《혹성탈출》 (MBC) - 코넬리우스(로디 맥다월)

#### 외화
- 《머나먼 정글》 (MBC) - 루이즈(레이먼 프랑코)
- 《아카풀코 해변수사대》 (SBS)
- 《동양특급 로형사》 (MBC) - 터렐(알세니오 홀)
- 《밴드 오브 브라더스》 (MBC) - 카우드 립턴(도니 월버그)

### 특촬물
- 《파워레인저 애니멀포스》 (대원방송) - 캐터스

#### 라디오 드라마
- 《격동 50년》 (MBC)
- 《라디오 초한지》 (MBC) - 호모, 한신

#### 애니메이션
- 《금발의 제니》 (MBC) - 로버트
- 《나루토 질풍전》 (투니버스) - 츠지카게
- 《테니스의 왕자》(투니버스) - 반다
- 《은하철도 999》(MBC)
- 《몬스터》(투니버스) - 베커 박사
- 《닥터 슬럼프》 (MBC) - 가분수 대왕
- 《도비도비》 (MBC)
- 《미래소년 코난》 (MBC) - 다이스 선장
- 《핑구》 (비디오) - 핑구 아빠
- 《들장미 소녀 캔디》 (MBC) - 테리우스 / 안소니
- 《디지몬 어드벤처:》 (대원방송) - 홀리드라몬
- 《명탐정 코난》 (투니버스) - 제임스 블랙, 김동주, 박선기, 김정규, 점장, 김부광, 스태프, 홍낙현, 할아버지
- 《베리 배리 크리스마스》 (EBS) - 배리
- 《신비아파트》(투니버스) - 아니체토
- 《미래용사 볼트론》 (MBC) - 쿠로가네 히사무(랜스)
- 《빨간 망토 차차》 (MBC) - 세라비
- 《검용전설 야이바》 (비디오) - 호돌이 / 독고검
- 《세계명작동화》 (EBS) - '아나스타샤' 편 아나스타샤의 아버지 / '보물섬' 편 트릴로니 판사
- 《아기호랑이 호비》 (EBS) - 바바 아저씨
- 《왕자님의 하얀 낙타》 (SBS) - 가스파, 총리, 툴
- 《유령대소동》 (MBC) - 피터 밴크먼
- 《유쾌한 곰돌이 패딩턴》 (EBS) - 그루버 선생님
- 《사무라이 참프루》(투니버스) - 카스미 셰프
- 《장독대》 (MBC) - 난실 오빠
- 《코끼리 친구 벤자민》 (EBS)
- 《렛츠 고릴라!》(KBS2) - 빅릴라, 옐로햇 사부
- 《터닝메카드》 (KBS2) - 메가드래곤
- 《터닝메카드 W》 (KBS2) - 메가드래곤
- 《터닝메카드 W: 반다인의 비밀》 (투니버스) - 메가드래곤
- 《헬로 카봇 젬》(SBS) - 드럼킹

#### 극장용 애니메이션
- 《슈퍼 차일드》 (MBC) - 철민
- 《마징가 Z: 인피니티》 - 윤 수상

#### 게임
- 하프라이프 2 (밸브 코퍼레이션) - 일라이 밴스
- 아바 - EU군 라디오 챗 음성
- 스타크래프트 II 시리즈
  - 스타크래프트 II: 자유의 날개 - 아크투러스 멩스크, 우주모함(Carrier)
  - 스타크래프트 II: 군단의 심장 - 아크투러스 멩스크, 폭풍함(Tempest)
- 마그나카르타 2 - 이그톤 핀
- 몬스터나라 판타리아 - 판박사, 자이안,레드곤
- 용기전승 2 - 바디 살드닉스, 듀네 젝스트
- 오버워치 - 라인하르트
- 회색도시2 - 하성철
- 오버워치 - 라인하르트
- 로스트아크 - 구스토

#### TV 광고
- PLAN 최이사 STORY 편 《푸르덴셜 생명》
- 기업 PR 광고 《부모사랑상조》
- 캠페인 광고 《건강보험관리공단》
- 기업 PR 광고 《명문제약》
- 페브리즈 《P&G》
- 기업 PR 광고 《한화증권》
- 삼성생명 가족편 《삼성생명》
- 기업 PR 광고 《SK Telecom》
- 콘 프로스트 《농심 켈로그》
- 정관장

### 배우 활동

#### 영화
- 《박열》 - 다나카 기이치 역
- 《된장》 - 산길 아저씨 역
- 《시》 - 시낭송 남회원 역
- 《범죄와의 전쟁: 나쁜놈들 전성시대》 - 법무부 간부 역
- 《나는 왕이로소이다》 - 수연 아버지 역
- 《가문의 영광 - 가문의 귀환》 - 곽이사 역
- 《환상속의 그대》 - 차경 아버지 역
- 《몽타주》 - 서장 역
- 《남자가 사랑할때》 - 의사 역

#### 드라마
- 《전설의 마녀》 (MBC) - 김영옥이 반한 남자 역
- 《백년의 유산》 (MBC) - 국수집 운영했던 조상 역
- 《이웃집 꽃미남》 (tvN)
- 《미래의 선택》 (KBS)
- 《호텔킹》 (MBC)
- 《순정에 반하다》 (JTBC)
- 《아름다운 당신》 (MBC)
- 《욱씨남정기》 (JTBC)
- 《뱀파이어 탐정》 (OCN)
- 《몬스터》 (MBC)
- 《마녀보감》 (JTBC)
- 《불야성》 (MBC)
- 《안투라지》 (tvN)
- 《아버님 제가 모실게요》 (MBC)
- 《역적 : 백성을 훔친 도적》 (MBC)
- 《추리의 여왕》 (KBS)
- 《돌아온 복단지》 (MBC)
- 《도둑놈, 도둑님》 (MBC)
- 《맨투맨》 (JTBC)
- 《하백의 신부 2017》 (tvN)
- 《비밀의 숲》 (tvN)
- 《마녀의 법정》 (KBS)
- 《20세기 소년소녀》 (MBC) - 투자자 역
- 《언터처블》 (JTBC)
- 《블랙》 (OCN)
- 《화유기》 (tvN)
- 《부잣집 아들》 (MBC)
- 《라이프 온 마스》 (OCN)
- 《이리와 안아줘》 (MBC)
- 《나인룸》 (tvN)
- 《열혈사제》 (SBS)
- 《더 뱅커》 (MBC)
- 《날 녹여주오》 (tvN)
- 《낭만닥터 김사부 2》 (SBS) - 류웅일 국방부 장관 역
- 《펜트하우스》 (SBS) - 청아예고 교장 역
- 《앨리스》(SBS) - 학과장 역
- 《지금 우리 학교는》 (넷플릭스)
- 《낭만닥터 김사부 3》 (SBS) - 류웅일 국방부 장관 역

### 기타
- 《세계명작동화》(웅진닷컴)
- 《열려라 쎄세미 스트리트》 - 그로버
- 《드라마 바이블》 - 아브렐, 미가야 선지자
- 《화산귀환》 - 현종
- AMAZING ANIMALS (아가월드)

## 수상경력
- 1978년 MBC 성우 더빙상 수상

## 같이 보기
- 문화방송 성우극회